# Lijst van voetbalinterlands Finland - Servië en Montenegro
Deze lijst van voetbalinterlands is een overzicht van alle officiële voetbalwedstrijden tussen de nationale teams van Finland en Servië en Montenegro. De landen speelden in totaal twee keer tegen elkaar. De eerste ontmoeting, een kwalificatiewedstrijd voor het Europees kampioenschap voetbal 2004, werd gespeeld in Belgrado op 16 oktober 2002. Het laatste duel, de returnwedstrijd in dezelfde kwalificatiereeks, vond plaats op 7 juni 2003 in Helsinki. 

## Wedstrijden
| № | Plaats   | Datum           | Competitie           | Wedstrijd                      | Uitslag |
| - | -------- | --------------- | -------------------- | ------------------------------ | ------- |
| 1 | Belgrado | 16 oktober 2002 | EK 2004 kwalificatie | Servië en Montenegro – Finland | 2 – 0   |
| 2 | Helsinki | 7 juni 2003     | EK 2004 kwalificatie | Finland – Servië en Montenegro | 3 – 0   |

## Samenvatting
| Competitie      | Totaal gespeeld | Winst Finland | Gelijk | Winst Servië en M. | Doelsaldo Finland – Servië en M. |
| --------------- | --------------- | ------------- | ------ | ------------------ | -------------------------------- |
| EK-kwalificatie | 2               | 1             | 0      | 1                  | 3 − 2                            |
| Totaal          | 2               | 1             | 0      | 1                  | 3 − 2                            |

Wedstrijden bepaald door strafschoppen worden, in lijn met de FIFA, als een gelijkspel gerekend.

## Details

### Eerste ontmoeting
| EK 2004 kwalificatie (Belgrado, Servië en Montenegro, 16 oktober 2002): |              | |
| Servië en Montenegro | 2 – 0        | Finland |
| Darko Kovačević 55' Predrag Mijatović 84' (pen.) | goals        | |
| Dejan Savićević | bondscoach   | Antti Muurinen |
| Dragoslav Jevrić Zoran Njeguš 46' Igor Duljaj Nikola Lazetić Dejan Stanković Siniša Mihajlović Nemanja Vidić Ivica Dragutinović Predrag Mijatović Mateja Kežman 62' Darko Kovačević 46' | opstellingen | Antti Niemi 64' Petri Pasanen Toni Kuivasto Sami Hyypiä Janne Saarinen Aki Riihilahti 82' Teemu Tainio Mika Nurmela Jari Litmanen Joonas Kolkka 59' Antti Sumiala |
| Mladen Krstajić 46' Savo Milošević 46' Nenad Brnović 62' | wissels      | 59' Jonatan Johansson 64' Juha Reini 82' Shefki Kuqi |
| Dejan Stanković 8' Nemanja Vidić 31' Darko Kovačević 40' Siniša Mihajlović 48' | gele kaarten | 41' Mika Nurmela |
| | rode kaarten | 83' Juha Reini |

### Tweede ontmoeting
| EK 2004 kwalificatie (Helsinki, Finland, 7 juni 2003): |              | |
| Finland | 3 – 0        | Servië en Montenegro |
| Sami Hyypiä 19' Joonas Kolkka 45' Mikael Forssell 56' | goals        | |
| Antti Muurinen | bondscoach   | Dejan Savićević |
| Jussi Jääskeläinen Petri Pasanen Hannu Tihinen Sami Hyypiä Janne Saarinen Mika Nurmela 87' Simo Valakari Mika Väyrynen Joonas Kolkka 66' Jari Litmanen Mikael Forssell 79' | opstellingen | Dragoslav Jevrić 80' Zoran Mirković Nemanja Vidić Siniša Mihajlović Igor Duljaj Slobodan Marković Darko Kovačević Mladen Krstajić Boban Dmitrović 46' Predrag Mijatović 46' Savo Milošević |
| Peter Kopteff 66' Shefki Kuqi 79' Aki Riihilahti 87' | wissels      | 46' Nenad Jestrović 46' Zvonimir Vukić 80' Nenad Kovačević |
| Simo Valakari 31' | gele kaarten | 28' Boban Dmitrović 49' Slobodan Marković |
| | rode kaarten | 26' Siniša Mihajlović |